# Charlize Theron
Charlize Theron (phát âm theo tiếng Anh kiểu Mỹ: /ʃɑːrˈliːz ˈθɛrən/; phát âm theo tiếng Afrikaans: [ʃɐrˈlis tron]; sinh ngày 7 tháng 8 năm 1975) là một nữ diễn viên kiêm nhà làm phim người Mỹ gốc Nam Phi. Là một trong những nữ diễn viên được trả lương cao nhất thế giới, cô là chủ nhân của nhiều giải thưởng khác nhau, bao gồm giải Oscar, giải SAG và giải Quả cầu vàng. Năm 2016, Time đã vinh danh cô là một trong 100 người có ảnh hưởng nhất trên thế giới.
Theron trở nên nổi tiếng quốc tế vào những năm 1990 khi đóng vai phụ nữ hàng đầu trong các bộ phim Hollywood The Devil's Advocate (1997), Mighty Joe Young (1998) và The Cider House Rules (1999). Cô được giới phê bình đánh giá cao nhờ vai diễn kẻ giết người hàng loạt Aileen Wuornos trong Monster (2003), nhờ đó cô đã giành được giải Gấu bạc và Giải Oscar cho nữ diễn viên chính xuất sắc nhất, trở thành người Nam Phi đầu tiên giành giải Oscar ở hạng mục diễn xuất. Cô nhận được một đề cử giải Oscar khác cho vai một phụ nữ bị lạm dụng tình dục đi tìm công lý trong bộ phim truyền hình North Country (2005).
Theron kể từ đó đã đóng vai chính trong một số bộ phim hành động thành công về mặt thương mại, bao gồm The Italian Job (2003), Hancock (2008), Snow White and the Huntsman (2012), Prometheus (2012), Mad Max: Fury Road (2015), The Huntsman: Winter's War (2016), The Fate of the Furious (2017), Atomic Blonde (2017), The Old Guard (2020) và F9 (2021). Cô cũng nhận được lời khen ngợi khi đóng vai phụ nữ rắc rối trong các bộ phim truyền hình hài Young Adult (2011) và Tully (2018) của Jason Reitman, và cho vai Megyn Kelly trong bộ phim tiểu sử Bombshell (2019), lần cuối cùng nhận được đề cử Giải Oscar thứ ba.
Từ đầu những năm 2000, Theron đã mạo hiểm sản xuất phim với công ty Denver và Delilah Productions của cô. Cô đã sản xuất nhiều bộ phim, trong đó có nhiều bộ phim mà cô đã đóng vai chính, bao gồm The Burning Plain (2008), Dark Places (2015) và Long Shot (2019). Theron trở thành công dân Mỹ vào năm 2007, trong khi vẫn giữ quốc tịch Nam Phi của mình. Cô đã được vinh danh bằng cách khắc trên ngôi sao trên Đại lộ Danh vọng Hollywood.

## Đầu đời
Theron sinh tại Cape Town, Nam Phi. Cha cô, ông Charles Theron, chủ nhân của một công ty xây dựng thuộc dòng dõi người Pháp theo Đạo Tin Lành (Huguenot). Mẹ cô, bà Gerda, một người Đức đã tiếp quản công việc kinh doanh của chồng mình sau khi ông qua đời. Ngôn ngữ đầu tiên của Charlize là Afrikaans. Cô còn thông thạo Tiếng Anh và nói được tiếng Xhosa. "Theron" là họ tiếng Pháp của cô (nguyên văn là Théron) phát âm theo tiếng Afrikaans là "Tronn". Nhưng cô nói thích được gọi là "Thrown" hơn. Cách phát âm thường được dùng ở Mỹ bao gồm 2 âm tiết, nhấn mạnh ở âm đầu tiên.
Theron lớn lên mà không có anh chị em ở nông trại gia đình gần Johannesburg (Benoni). Năm 13 tuổi, Theron được chuyển đến trường nội trú và bắt đầu việc học tập tại trường Nghệ thuật Quốc gia (National School Of The Arts) tại Johannesburg. Mười lăm tuổi, cô đã phải đau đớn chứng kiến cái chết của cha mình, một bi kịch liên quan đến rượu, mẹ cô đã bắn ông để tự vệ khi bị cha cô tấn công trong cơn say.

## Sự nghiệp diễn xuất

### 1991–1996: Công việc ban đầu
Mặc dù tự nhận mình là một vũ công, ở tuổi 16 Theron đã giành được hợp đồng người mẫu một năm  tại một cuộc thi địa phương ở Salerno và cùng mẹ chuyển đến Milan, Ý. Sau khi Theron dành một năm làm người mẫu khắp châu Âu, cô và mẹ chuyển đến Hoa Kỳ, cả Thành phố New York và Miami. Tại New York, cô theo học tại Trường Ballet Joffrey, nơi cô được đào tạo như một vũ công ba lê cho đến khi chấn thương đầu gối khép lại con đường sự nghiệp này. Như Theron nhớ lại vào năm 2008:
Tôi đã đến New York trong ba ngày để làm người mẫu, và sau đó tôi đã trải qua một mùa đông ở New York trong căn hộ tầng hầm không cửa sổ của một người bạn. Tôi đã suy sụp tinh thần, tôi đang tham gia lớp học tại Joffrey Ballet, và đầu gối của tôi như nhũn ra. Tôi nhận ra rằng mình không thể nhảy được nữa, và tôi đã rơi vào tình trạng trầm cảm nặng nề. Mẹ tôi từ Nam Phi đến và nói, "Con tính xem phải làm gì tiếp theo hoặc con về nhà đi, vì con có thể hờn dỗi ở Nam Phi". 
Năm 1994, Theron bay đến Los Angeles bằng vé một chiều mà mẹ cô mua cho cô, với ý định làm việc trong lĩnh vực điện ảnh. Trong những tháng đầu tiên ở đó, cô sống trong một nhà trọ với số tiền 300 đô la mà mẹ cô đã cho cô; cô ấy tiếp tục nhận séc từ New York và sống "từ tiền lương này sang tiền lương khác" đến mức ăn trộm bánh mì trong giỏ trong một nhà hàng để tồn tại. Một ngày, cô đến ngân hàng ở Đại lộ Hollywood để rút một ít séc, trong đó có một tấm mà mẹ cô đã gửi để giúp trả tiền thuê nhà, nhưng nó đã bị từ chối vì nó nằm ngoài tiểu bang và cô ấy không phải là công dân Mỹ. Theron tranh cãi và cầu xin nhân viên giao dịch ngân hàng cho đến khi đại lý tài năng John Crosby, là khách hàng tiếp theo sau cô, rút tiền mặt cho cô và đưa cho cô danh thiếp của anh ta.
Crosby giới thiệu Theron đến một trường học diễn xuất, và vào năm 1995, cô đóng vai không nói đầu tiên trong bộ phim kinh dị Children of the Corn III: Urban Harvest. Vai diễn thuyết trình đầu tiên của cô là Helga Svelgen, nữ hit trong 2 Days in the Valley (1996), nhưng bất chấp những đánh giá trái chiều về bộ phim, Theron đã thu hút sự chú ý bởi vẻ đẹp của cô và cảnh cô chiến đấu với nhân vật của Teri Hatcher. Theron sợ bị đánh máy thành những nhân vật tương tự như Helga và nhớ lại việc được yêu cầu lặp lại màn trình diễn của cô trong phim trong các buổi thử vai: "Nhiều người nói, 'Bạn chỉ nên đánh khi bàn ủi còn nóng' [...] Nhưng chơi đi chơi lại một phần không để lại cho bạn tuổi thọ. Và tôi biết sẽ khó hơn cho tôi, bởi vì tôi trông như thế nào, để phân nhánh các loại vai trò khác nhau".
Khi thử vai cho Showgirls, Theron được giám đốc đồng casting Johanna Ray giới thiệu với đặc vụ tài năng J.J. Harris. Cô nhớ lại đã rất ngạc nhiên về niềm tin của Harris vào tiềm năng của cô và gọi Harris là người cố vấn của cô. Harris sẽ tìm kịch bản và phim cho Theron ở nhiều thể loại khác nhau và khuyến khích cô trở thành nhà sản xuất. Cô ấy sẽ là đại lý của Theron trong hơn 15 năm cho đến khi Harris qua đời.

### 1997–2002: Đột phá
Các vai diễn lớn hơn trong các bộ phim Hollywood được phát hành rộng rãi sau đó, và sự nghiệp của cô mở rộng vào cuối những năm 1990. Trong bộ phim kinh dị The Devil's Advocate (1997), được cho là bộ phim đột phá của cô, Theron đóng cùng Keanu Reeves và Al Pacino trong vai người vợ bị ám ảnh của một luật sư thành đạt bất thường. Sau đó, cô đóng vai chính trong bộ phim phiêu lưu Mighty Joe Young (1998) với tư cách là bạn và người bảo vệ của một con khỉ đột núi khổng lồ, và trong bộ phim truyền hình The Cider House Rules (1999), với vai một phụ nữ tìm cách phá thai ở Maine thời Thế chiến thứ hai. Trong khi Mighty Joe Young thất bại tại phòng vé, The Devil's Advocate và The Cider House Rules đã thành công về mặt thương mại. Cô đã xuất hiện trên trang bìa của tạp chí Vanity Fair số tháng 1 năm 1999 với tên gọi "White Hot Venus". Cô cũng xuất hiện trên trang bìa của tạp chí Playboy số tháng 5 năm 1999, trong những bức ảnh được chụp vài năm trước đó khi cô còn là một người mẫu vô danh; Theron đã kiện tạp chí này không thành công vì đã xuất bản chúng mà không có sự đồng ý của cô ấy.
Đến đầu những năm 2000, Theron tiếp tục đảm nhận đều đặn các vai diễn trong các bộ phim như Reindeer Games (2000), The Yards (2000), The Legend of Bagger Vance (2000), Men of Honor (2000), Sweet November (2001), The Curse of the Jade Scorpion (2001) và Trapped (2002), tất cả đều chỉ đạt được thành công thương mại hạn chế, đã giúp cô trở thành một nữ diễn viên. Về giai đoạn này trong sự nghiệp của mình, Theron nhận xét: "Tôi luôn thấy mình ở một nơi mà các đạo diễn sẽ ủng hộ tôi nhưng các hãng phim thì không. [Tôi bắt đầu] mối tình với các đạo diễn, những người mà tôi thực sự ngưỡng mộ. cũng tạo ra những bộ phim thực sự tệ. Trò chơi tuần lộckhông phải là một bộ phim hay, nhưng tôi đã làm nó vì tôi yêu [đạo diễn] John Frankenheimer."

### 2003–2008: Thành công được công nhận trên toàn thế giới và có ý nghĩa quan trọng

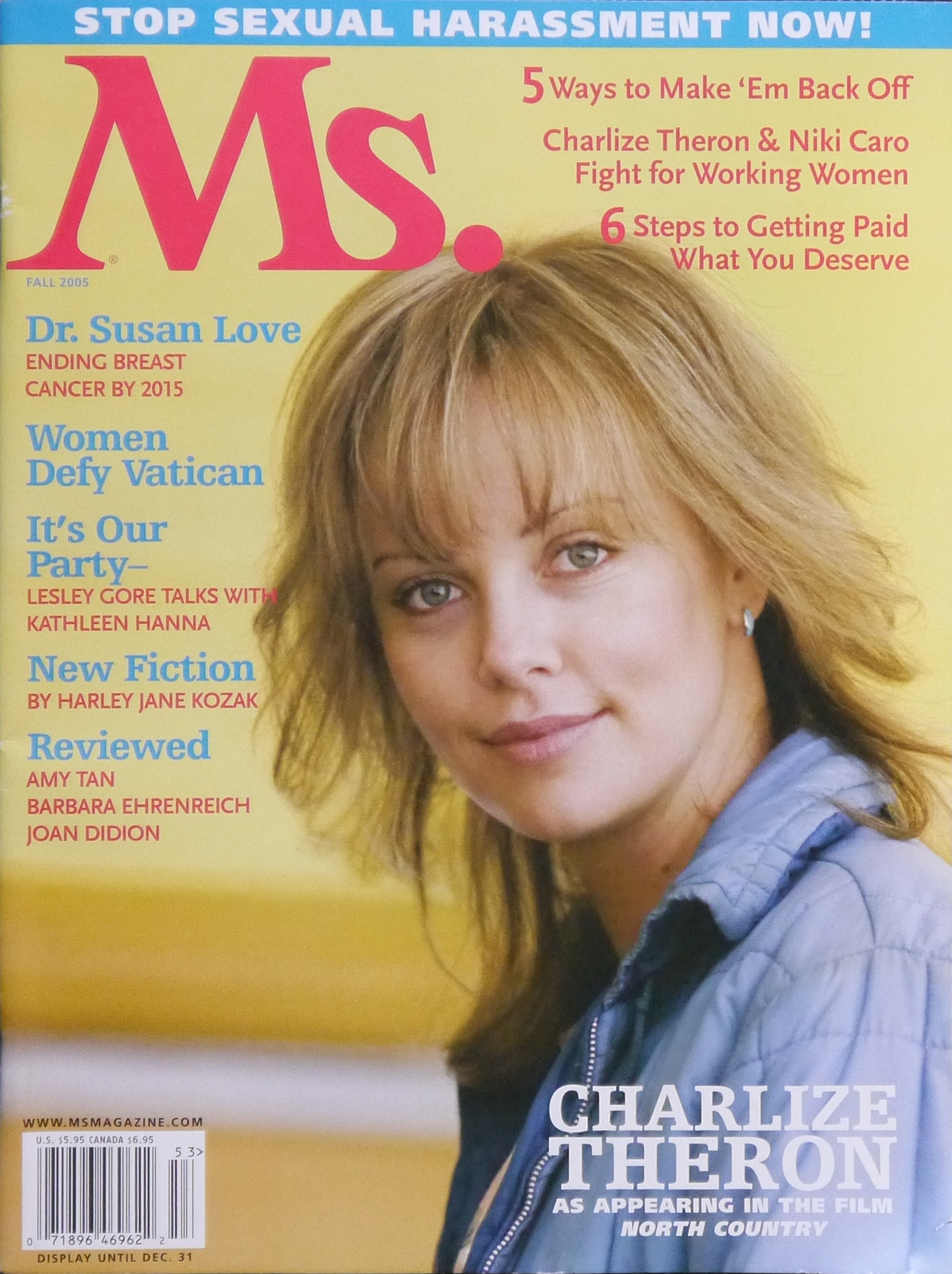
Theron trên bìa tạp chí Ms. năm 2005.

Theron đóng vai một "kỹ thuật viên" an toàn và kho tiền trong bộ phim trộm cắp năm 2003 The Italian Job, một sự tôn kính của người Mỹ / bản làm lại của bộ phim Anh cùng tên năm 1969, do F. Gary Gray đạo diễn và đối đầu với Mark Wahlberg, Edward Norton, Jason Statham, Seth Green, và Donald Sutherland. Bộ phim thành công về mặt phòng vé, thu về 176 triệu đô la Mỹ trên toàn thế giới.
Trong Monster (2003), Theron miêu tả kẻ giết người hàng loạt Aileen Wuornos, một cựu gái mại dâm bị hành quyết ở Florida vào năm 2002 vì giết sáu người đàn ông (cô ấy không bị xét xử vì tội giết người thứ bảy) vào cuối những năm 1980 và đầu những năm 1990; Nhà phê bình phim Roger Ebert cảm thấy rằng Theron đã cho "một trong những màn trình diễn vĩ đại nhất trong lịch sử điện ảnh". Với vai diễn của mình, cô đã được trao Giải Oscar cho Nữ diễn viên chính xuất sắc nhất tại Lễ trao giải Oscar lần thứ 76 vào tháng 2 năm 2004, cũng như Giải thưởng của Hiệp hội Diễn viên Màn ảnh và Giải Quả cầu vàng. Cô là người Nam Phi đầu tiên giành giải Oscar cho Nữ diễn viên chính xuất sắc nhất. Chiến thắng giải Oscar đã đẩy cô vào danh sách những nữ diễn viên được trả lương cao nhất ở Hollywood năm 2006 của The Hollywood Reporter, với thu nhập lên đến 10 triệu đô la Mỹ cho một bộ phim; cô ấy đứng thứ bảy. AskMen cũng gọi cô ấy là người phụ nữ được khao khát nhất năm 2003.
Với vai diễn nữ diễn viên kiêm ca sĩ Thụy Điển Britt Ekland trong bộ phim The Life and Death of Peter Sellers của đài HBO năm 2004, Theron đã giành được đề cử Giải Quả cầu vàng và Giải Primetime Emmy. Năm 2005, cô đóng vai Rita, người yêu bị thử thách tinh thần của Michael Bluth (Jason Bateman), trong mùa thứ ba của loạt phim truyền hình Arrested Development của Fox, và đóng vai chính trong bộ phim kinh dị khoa học viễn tưởng không thành công về mặt tài chính Aeon Flux; cho công việc lồng tiếng của cô ấy trong trò chơi điện tử Aeon Flux, cô ấy đã nhận được Giải thưởng trò chơi điện tử Spike cho phần trình diễn xuất sắc nhất của một phụ nữ.

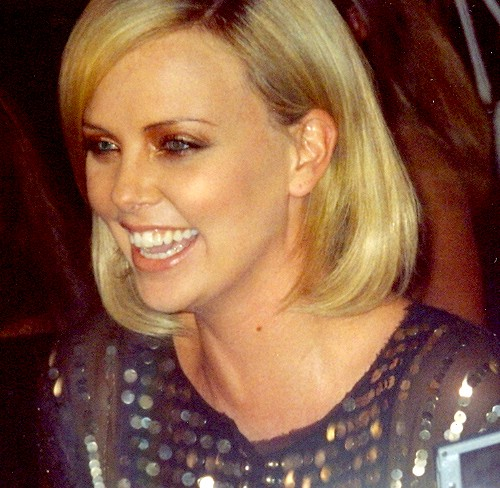
Theron tham dự buổi ra mắt phim North Country tại Liên hoan phim quốc tế Toronto 2005.

Trong bộ phim truyền hình được giới phê bình đánh giá cao North Country (2005), Theron vào vai một bà mẹ đơn thân và một công nhân mỏ sắt bị quấy rối tình dục. David Rooney của Variety viết: "Bộ phim đại diện cho một bước tiếp theo đầy tự tin cho vai chính Charlize Theron. Mặc dù những thách thức khi theo đuổi vai diễn Oscar xác định lại sự nghiệp đã cản trở các nữ diễn viên, Theron sẽ chuyển từ Monster sang một màn trình diễn hoàn thiện hơn theo nhiều cách [...] Sức mạnh của cả diễn xuất và nhân vật đã neo bộ phim vững chắc vào truyền thống của các bộ phim truyền hình khác về những phụ nữ thuộc tầng lớp lao động dẫn đầu cuộc đấu tranh giải quyết các vấn đề tại nơi làm việc công nghiệp, chẳng hạn như Norma Rae hoặc Silkwood." Roger Ebert cũng lặp lại quan điểm tương tự khi gọi cô là "một nữ diễn viên có vẻ đẹp của một người mẫu thời trang nhưng đã tìm thấy nguồn lực bên trong mình cho những vai diễn mạnh mẽ về phụ nữ không quyến rũ trong thế giới đàn ông." Với màn trình diễn của mình, cô đã nhận được đề cử Giải Oscar và Giải Quả cầu vàng cho Nữ diễn viên chính xuất sắc nhất. Tạp chí Ms. cũng đã vinh danh cô về màn trình diễn này với một bài báo trên ấn phẩm mùa thu 2005. Vào ngày 30 tháng 9 năm 2005, Theron nhận được một ngôi sao trên Đại lộ Danh vọng Hollywood.
Năm 2007, Theron đóng vai một thám tử cảnh sát trong bộ phim tội phạm được giới phê bình đánh giá cao In the Valley of Elah, đồng thời được sản xuất và đóng vai một bà mẹ liều lĩnh, lẳng lơ trong bộ phim truyền hình ít được xem là Sleepwalking, cùng với Nick Stahl và AnnaSophia Robb. Christian Science Monitor đã ca ngợi phần sau của bộ phim, nhận xét rằng "Bất chấp những khiếm khuyết của nó và thời lượng chiếu không đủ dành cho Theron (người khá tốt), Sleepwalking có cốt lõi là cảm giác". Năm 2008, Theron đóng vai một người phụ nữ phải đối mặt với tuổi thơ đau thương trong bộ phim truyền hình The Burning Plain, do Guillermo Arriaga làm đạo diễn và làm việc với Jennifer Lawrence và Kim Basinger, và cũng đóng vai vợ cũ của một siêu anh hùng nghiện rượu bên cạnh Will Smith trong bộ phim siêu anh hùng Hancock. The Burning Plain được phát hành hạn chế tại các rạp ở Hoa Kỳ, nhưng thu về $ 5,267,917 bên ngoài Hoa Kỳ. Hơn nữa , Hancock đã kiếm được 624,3 triệu đô la Mỹ trên toàn thế giới. Cũng trong năm 2008, Theron được vinh danh là Người phụ nữ của nhà hát Hasty Pudding của năm, và được Tổng thư ký Liên hợp quốc Ban Ki-moon đề nghị trở thành Sứ giả Hòa bình của Liên hợp quốc. Trong thời gian này, cô bắt đầu xuất hiện trong J'adore Commercials.

### 2009–2011: Gián đoạn sự nghiệp và quay trở lại diễn xuất
Các bộ phim của cô được phát hành vào năm 2009 là bộ phim truyền hình hậu khải huyền The Road, trong đó cô xuất hiện ngắn gọn trong những đoạn hồi tưởng, và bộ phim hoạt hình Astro Boy, cung cấp giọng nói của cô cho một nhân vật. Vào ngày 4 tháng 12 năm 2009, Theron đã đồng dẫn chượng trình lễ bốc thăm cho FIFA World Cup 2010 tại Cape Town, Nam Phi, cùng với một số nhân vật nổi tiếng khác có quốc tịch hoặc tổ tiên Nam Phi. Trong các buổi tập, cô ấy đã vẽ một quả bóng Ireland thay vì Pháp như một trò đùa với chi phí của FIFA, đề cập đến tranh cãi về bóng bằng tay của Thierry Henry trong trận play-off giữa Pháp và Ireland. Việc đóng thế đã khiến FIFA cảnh báo đủ để FIFA lo sợ rằng cô ấy có thể làm điều đó một lần nữa trước khán giả toàn cầu trực tiếp.
Sau hai năm gián đoạn màn ảnh rộng, Theron trở lại nổi bật vào năm 2011 với bộ phim hài đen Young Adult. Do Jason Reitman đạo diễn, bộ phim đã nhận được sự hoan nghênh của giới phê bình, đặc biệt là phần thể hiện của cô trong vai một nhà viết ma 37 tuổi nghiện rượu, đã ly hôn trầm cảm. Richard Roeper đã trao giải A cho bộ phim, nói rằng "Charlize Theron đã mang đến một trong những màn trình diễn ấn tượng nhất trong năm". Cô được đề cử giải Quả cầu vàng và một số giải thưởng khác. Roger Ebert gọi cô ấy là một trong những diễn viên giỏi nhất làm việc hiện nay.
Vào năm 2019, Theron đã nói về phương pháp làm việc theo các vai trò của cô ấy. Cô ấy nói, tạo ra một bản sắc thể chất cùng với phần cảm xúc của nhân vật, là "một bộ công cụ tuyệt vời bổ sung cho mọi thứ khác mà bạn đã làm với tư cách là một diễn viên. Đó là tùy từng trường hợp, nhưng có, để tôi, điều tuyệt vời này xảy ra khi bạn có thể có được cả hai mặt: ngoại thất và nội thất. Đó là một động lực thực sự mạnh mẽ". Khi chuẩn bị cho một vai diễn, "Tôi gần như coi nó như việc học. Tôi sẽ tìm không gian nơi tôi ở một mình, nơi tôi có thể tập trung, nơi không có ai trong nhà và tôi thực sự có thể chỉ cần ngồi xuống và học, chơi và nhìn. khuôn mặt của tôi và nghe thấy giọng nói của tôi và đi xung quanh và là một tên ngốc chết tiệt và những con chó của tôi là những người duy nhất nhìn thấy điều đó".

### 2012–nay: Sự nổi dậy và được vinh danh nhiều hơn

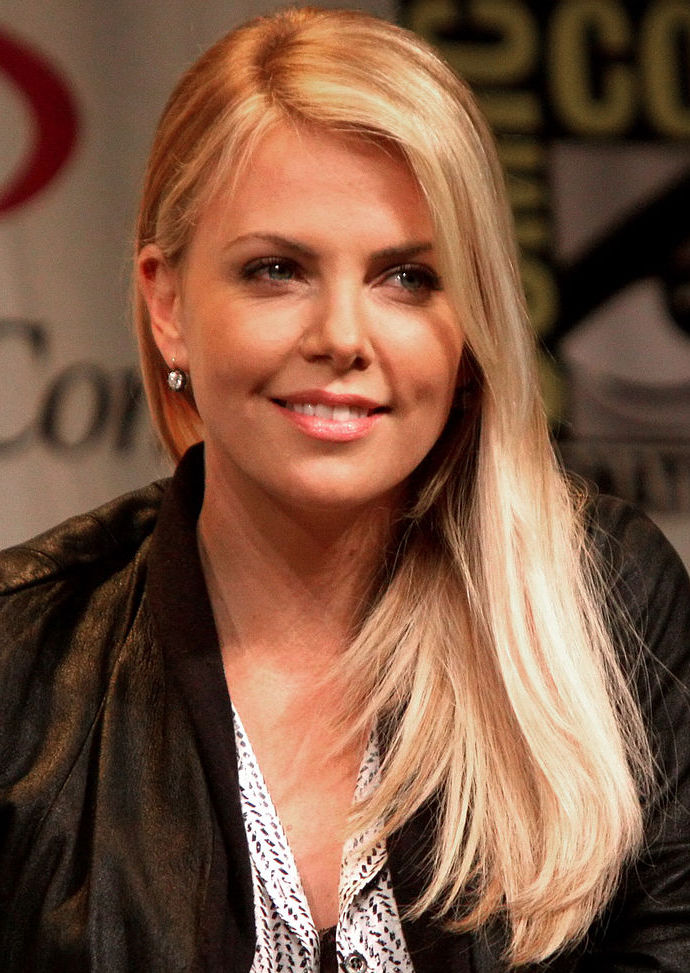
Theron quảng bá Hành trình đến hành tinh chết tại WonderCon năm 2012.

Năm 2012, Theron đảm nhận vai phản diện trong hai bộ phim kinh phí lớn. Cô đóng vai Ác nữ Ravenna, mẹ kế độc ác của Bạch Tuyết, trong Snow White and the Huntsman, đối diện với Kristen Stewart và Chris Hemsworth, và xuất hiện như một thành viên phi hành đoàn với một chương trình làm việc ẩn trong Prometheus của Ridley Scott. Mick LaSalle của San Francisco Chronicle nhận thấy Snow White and the Huntsman là "[một] bộ phim chậm rãi, nhàm chán, không có sức hấp dẫn và chỉ được làm nổi bật bởi một số hiệu ứng đặc biệt và nữ hoàng độc ác thực sự của Charlize Theron", Cây viết Todd McCarthy của The Hollywood Reporter, khi mô tả vai diễn của cô trong Prometheus, khẳng định: "Theron đang ở trong chế độ nữ thần băng giá ở đây, với điểm nhấn là băng [...] nhưng hoàn hảo cho vai diễn này". Cả hai bộ phim đều đạt doanh thu phòng vé lớn, thu về khoảng 400 triệu đô la Mỹ mỗi phim. Năm sau, Vulture/NYMag vinh danh cô ấy là Ngôi sao giá trị thứ 68 ở Hollywood và nói rằng: "Chúng tôi rất vui khi Theron có thể đứng trong danh sách trong một năm khi cô ấy không ra mắt bất cứ thứ gì [...] bất kỳ nữ diễn viên nào có kỹ năng, vẻ đẹp và sự dữ dội đó đều phải có một chỗ đứng lâu dài ở Hollywood". Vào ngày 10 tháng 5 năm 2014, Theron dẫn chương trình Saturday Night Live trên NBC. Vào năm 2014, Theron đảm nhận vai vợ của một kẻ sống ngoài vòng pháp luật khét tiếng trong bộ phim hài miền Tây A Million Ways to Die in the West của đạo diễn Seth MacFarlane.
Vào năm 2015, Theron đóng vai người sống sót duy nhất sau vụ thảm sát gia đình cô trong bộ phim chuyển thể từ tiểu thuyết Dark Places của Gillian Flynn, do Gilles Paquet-Brenner đạo diễn, trong đó cô có công của nhà sản xuất, và đóng vai Imperator Furiosa trong Mad Max: Fury Road (2015), cùng với Tom Hardy. Mad Max nhận được sự hoan nghênh của giới phê bình rộng rãi, với lời khen ngợi dành cho Theron vì bản chất thống trị của nhân vật của cô. Phim kiếm được 378,4 triệu đô la Mỹ trên toàn thế giới. Tiếp theo, cô đóng lại vai Nữ hoàng Ravenna trong bộ phim năm 2016 The Huntsman: Winter's War, phần tiếp theo của Snow White and the Huntsman, là một thất bại về mặt thương mại và phê bình. Vào năm 2016, Theron cũng đóng vai một bác sĩ và nhà hoạt động làm việc ở Tây Phi trong bộ phim lãng mạn ít được xem The Last Face, cùng với Sean Penn, đã lồng tiếng cho bộ phim giả tưởng chuyển động 3D Kubo and the Two Strings, và sản xuất bộ phim truyền hình độc lập Brain on Fire. Năm đó, Time đã ghi tên bà vào danh sách 100 người có ảnh hưởng nhất thế giới của tạp chí Time.

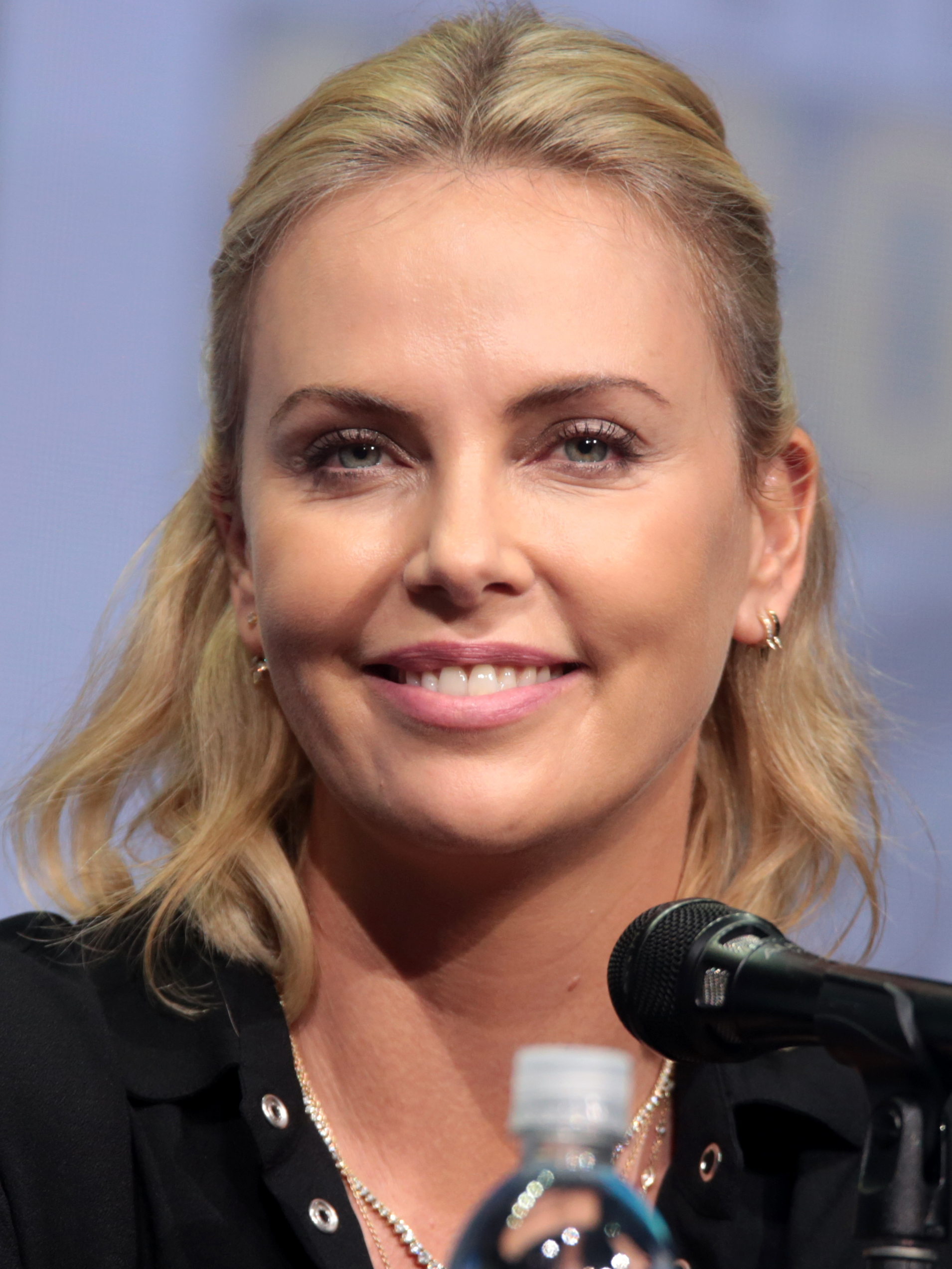
Theron tại San Diego Comic-Con 2017.

Năm 2017, Theron đóng vai chính trong The Fate of the Furious với tư cách là nhân vật phản diện chính của toàn bộ loạt phim, và đóng vai một điệp viên trước sự sụp đổ của Bức tường Berlin vào năm 1989 trong Atomic Blonde, chuyển thể từ tiểu thuyết đồ họa The Coldest City, do David Leitch đạo diễn. Với tổng doanh thu toàn cầu là 1,2 tỷ đô la Mỹ, The Fate of The Furious trở thành bộ phim được xem rộng rãi nhất của Theron, và Atomic Blonde được Richard Roeper của Chicago Sun-Times mô tả là "một phương tiện trơn trượt cho từ trường, vẻ quyến rũ của Charlize Theron, người hiện đã chính thức trở thành ngôi sao hành động hạng A nhờ sức mạnh của bộ phim này và Mad Max: Fury Road". Trong bộ phim hài đen Tully (2018), do Jason Reitman đạo diễn và Diablo Cody viết kịch bản, Theron đã vào vai một bà mẹ ba con choáng ngợp. Bộ phim được các nhà phê bình đánh giá cao. trải nghiệm làm cha mẹ hiện đại với sự pha trộn khéo léo đáng ngưỡng mộ giữa sự hài hước và sự chân thật thô sơ, được Charlize Theron thể hiện một cách xuất sắc". Cô cũng đóng vai chủ tịch một hãng dược phẩm trong bộ phim tội phạm ít được xem Gringo và sản xuất tiểu sử phim chính kịch chiến tranh A Private War, cả hai đều được phát hành vào năm 2018.
Năm 2019, Theron sản xuất và đóng vai chính trong bộ phim hài lãng mạn Long Shot, đối diện với Seth Rogen và đạo diễn bởi Jonathan Levine, miêu tả một Ngoại trưởng Hoa Kỳ kết nối lại với một nhà báo mà cô từng giữ trẻ. Bộ phim đã có buổi công chiếu đầu tiên trên thế giới tại South by Southwest vào tháng 3 năm 2019 và được phát hành vào ngày 3 tháng 5 năm 2019, trước những đánh giá tích cực từ các nhà phê bình phim. Theron tiếp tục đóng vai Megyn Kelly trong bộ phim truyền hình Bombshell mà cô cũng đồng sản xuất. Do Jay Roach làm đạo diễn, phim xoay quanh những cáo buộc quấy rối tình dục chống lại Giám đốc điều hành của Fox News, Roger Ailescủa các nữ nhân viên cũ. Với vai diễn trong phim, Theron đã được đề cử cho Giải Oscar cho Nữ diễn viên chính xuất sắc nhất, Giải Quả cầu vàng cho Nữ diễn viên chính xuất sắc nhất trong một bộ phim điện ảnh - chính kịch, Giải thưởng Phim do các nhà phê bình lựa chọn cho Nữ diễn viên chính xuất sắc nhất, Giải thưởng của Hiệp hội Diễn viên Màn ảnh cho Diễn xuất xuất sắc của Nữ diễn viên chính trong vai chính, và Giải BAFTA cho Nữ diễn viên chính xuất sắc nhất. Cùng năm đó, Forbes xếp cô là nữ diễn viên được trả thù lao cao thứ chín trên thế giới, với thu nhập hàng năm là 23 triệu đô la. Năm 2020, cô sản xuất và đóng vai chính cùng KiKi Layne trong The Old Guard, do Gina Prince-Bythewood đạo diễn. Năm sau, cô tái hiện vai diễn Cipher trong F9, ban đầu được ấn định phát hành vào ngày 22 tháng 5 năm 2020, trước khi hoãn đến tháng 6 năm 2021 do đại dịch COVID-19.
Khi bộ phim ra mắt vào tháng 5 năm 2022, đã có thông tin tiết lộ rằng Theron sẽ thể hiện nhân vật Clea trong Vũ trụ Điện ảnh Marvel (MCU), bắt đầu bằng màn ra mắt của cô trong cảnh mid-credit của bộ phim siêu anh hùng Doctor Strange in the Multiverse of Madness. Cô cũng sẽ đóng vai Lady Lesso trong bộ phim giả tưởng sắp tới The School for Good and Evil (2022).

## Các hoạt động khác

### Hoạt động chính trị

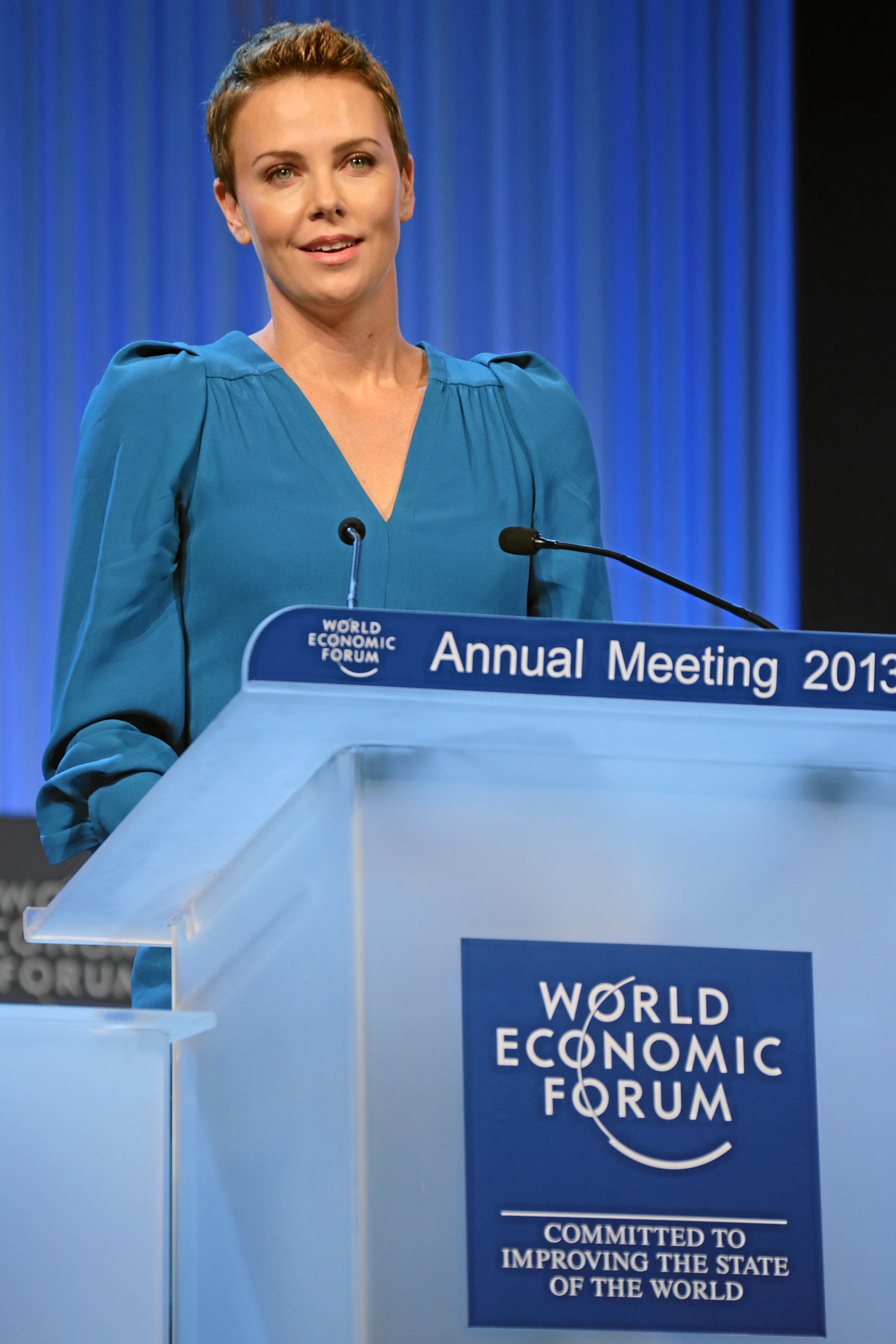
Theron phát biểu tại cuộc họp Diễn đàn Kinh tế thế giới năm 2013.

Dự án Charlize Theron Africa Outreach (CTAOP) được thành lập vào năm 2007 bởi Theron, người mà năm sau được vinh danh là Sứ giả Hòa bình của LHQ, với nỗ lực hỗ trợ thanh niên châu Phi trong cuộc chiến chống lại HIV/AIDS. Dự án cam kết hỗ trợ các tổ chức có sự tham gia của cộng đồng nhằm giải quyết các nguyên nhân chính gây ra căn bệnh này. Mặc dù phạm vi địa lý của CTAOP là Châu Phi cận Sahara, nhưng nơi tập trung chủ yếu là Nam Phi, quê hương của Charlize. Đến tháng 11 năm 2017, CTAOP đã huy động được hơn 6,3 triệu đô la để hỗ trợ các tổ chức châu Phi hoạt động trên thực địa.
Năm 2008, Theron được mệnh danh là Sứ giả Hòa bình của Liên hợp quốc. Trong phần trích dẫn của mình, Ban Ki-Moon nói về Theron "Bạn đã luôn cống hiến hết mình để cải thiện cuộc sống của phụ nữ và trẻ em ở Nam Phi, cũng như ngăn chặn và chấm dứt bạo lực đối với phụ nữ và trẻ em gái". Cô ấy đã ghi lại một thông báo dịch vụ công vào năm 2014 như một phần của chương trình Stop Rape Now của họ.
Vào tháng 12 năm 2009, CTAOP và TOMS Shoes đã hợp tác để tạo ra một đôi giày unisex phiên bản giới hạn. Đôi giày được làm từ vật liệu thuần chay và lấy cảm hứng từ cây bao báp Châu Phi, hình bóng của cây được thêu trên vải màu xanh và cam. Mười nghìn chiếc cặp đã được trao cho trẻ em nghèo khó và một phần số tiền thu được sẽ được chuyển đến CTAOP.
Năm 2020, CTAOP hợp tác với Parfums Christian Dior để tạo ra Dior Stands With Women, một sáng kiến bao gồm Cara Delevingne, Yalitza Aparicio, Leona Bloom, Paloma Elsesser và những người khác, nhằm khuyến khích phụ nữ quyết đoán bằng cách ghi lại hành trình, thử thách và thành tích của họ.
Theron tham gia vào các tổ chức quyền phụ nữ và đã tuần hành trong các cuộc biểu tình ủng hộ sự lựa chọn.
Theron là một người ủng hộ hôn nhân đồng giới và đã tham dự một cuộc tuần hành và biểu tình để ủng hộ điều đó ở Fresno, California, vào ngày 30 tháng 5 năm 2009. Cô công khai tuyên bố rằng cô từ chối kết hôn cho đến khi hôn nhân đồng giới trở thành hợp pháp ở Hoa Kỳ, nói: "Tôi không muốn kết hôn bởi vì hiện tại thể chế hôn nhân cảm thấy rất phiến diện và tôi muốn sống ở một đất nước mà tất cả chúng ta đều có quyền bình đẳng. Tôi nghĩ điều đó sẽ hoàn toàn giống nhau nếu chúng ta đã kết hôn, nhưng đối với tôi thì phải trải qua buổi lễ như vậy, vì tôi có rất nhiều bạn là đồng tính nam và đồng tính nữ, những người rất muốn kết hôn, đến nỗi tôi không thể ngủ với chính mình". Theron giải thích thêm về lập trường của cô ấy trong một cuộc phỏng vấn tháng 6 năm 2011 trên Piers Morgan Đêm nay. Cô nói: "Tôi thực sự có vấn đề với thực tế là chính phủ của chúng tôi đã không đủ sức mạnh để biến điều này trở thành liên bang, để làm cho [hôn nhân đồng tính] trở thành hợp pháp. Tôi nghĩ mọi người đều có quyền đó".
Vào tháng 3 năm 2014, CTAOP là một trong những tổ chức từ thiện được hưởng lợi từ sự kiện gây quỹ Danh vọng và Từ thiện hàng năm vào đêm Lễ trao giải Oscar lần thứ 86. Theron là khách mời danh dự cùng với Halle Berry và diễn giả chính James Cameron.
Vào năm 2015, Theron đã ký một bức thư ngỏ mà One Campaign đã thu thập chữ ký; bức thư được gửi tới Angela Merkel và Nkosazana Dlamini-Zuma, kêu gọi họ tập trung vào phụ nữ khi họ đóng vai trò là người đứng đầu G7 ở Đức và AU ở Nam Phi, sẽ bắt đầu đặt ra các ưu tiên trong tài trợ phát triển trước khi Hội nghị thượng đỉnh chính của Liên hợp quốc vào tháng 9 năm 2015 sẽ thiết lập các mục tiêu phát triển mới cho thế hệ này.  Vào tháng 8 năm 2018, cô đến thăm Nam Phi cùng với Trevor Noah và quyên góp cho tổ chức từ thiện Life Choices ở Nam Phi. Năm 2018, cô đã có bài phát biểu về phòng chống AIDS tại Hội nghị Phòng chống AIDS Quốc tế lần thứ 22 ở Amsterdam, do Hiệp hội Phòng chống AIDS Quốc tế tổ chức.
Từ năm 2008, Theron chính thức được công nhận là Sứ giả Hòa bình của Liên hợp quốc.

### Sự xác nhận
Sau khi ký hợp đồng với John Galliano vào năm 2004, Theron đã thay thế người mẫu Estonia Tiiu Kuik làm người phát ngôn trong các quảng cáo J'Adore của Christian Dior. Năm 2018, cô xuất hiện trong một quảng cáo mới cho Dior J'adore. Từ tháng 10 năm 2005 đến tháng 12 năm 2006, Theron kiếm được 3 triệu đô la Mỹ cho việc sử dụng hình ảnh của mình trong một chiến dịch quảng cáo trên các phương tiện truyền thông báo in trên toàn thế giới cho đồng hồ Raymond Weil. Vào tháng 2 năm 2006, cô và công ty sản xuất của mình bị Weil kiện vì vi phạm hợp đồng. Vụ kiện được giải quyết vào ngày 4 tháng 11 năm 2008. Năm 2018, Theron tham gia cùng Brad Pitt, Daniel Wu và Adam Driver làm đại sứ thương hiệu cho Breitling, được mệnh danh là Biệt đội Điện ảnh Breitling.

## Đời tư
Cô hiện sống ở Los Angeles, California. Theron trở thành công dân Mỷ vào tháng 5 năm 2007, tuy nhiên cô vẫn giữ quốc tịch Nam Phi.
Theron đã nhận nuôi hai người con: một con gái, Jackson vào tháng 3 năm 2012 và một con gái khác, vào tháng 7 năm 2015. Cô đã quan tâm đến việc nhận con nuôi kể từ khi còn nhỏ, khi cô biết đến các trại trẻ mồ côi và số lượng trẻ em quá đông trong chúng. Vào tháng 4 năm 2019, Theron tiết lộ rằng Jackson, khi đó 7 tuổi, là một cô gái chuyển giới. Bà nói về các con gái của mình, "Chúng sinh ra là ai, và chính xác nơi nào trên thế giới này mà cả hai sẽ tìm thấy chính mình khi lớn lên, và chúng muốn trở thành ai, không phải do tôi quyết định".
Cô được lấy cảm hứng từ hai nữ diễn viên Susan Sarandon và Sigourney Weaver. Cô mô tả sự ngưỡng mộ của mình dành cho Tom Hanks như một "mối tình" và đã xem nhiều phim của anh ấy trong suốt thời trẻ. Các diễn viên Hollywood chưa bao giờ được xuất hiện trên các tạp chí ở Nam Phi nên cô ấy không bao giờ biết mình nổi tiếng như thế nào cho đến khi chuyển đến Hoa Kỳ, được suy luận là một yếu tố khiến cô ấy "bình thường" thái độ đối với sự nổi tiếng. Sau khi quay phim That Thing You Do! kết thúc, Theron có chữ ký của Hanks trên kịch bản của cô ấy. Sau đó, cô ấy giới thiệu cho anh ấy Giải thưởng Cecil B. DeMille năm 2020, trong đó Hanks tiết lộ rằng anh đã ngưỡng mộ sự nghiệp của Theron kể từ ngày anh gặp cô.
Theron cho biết vào năm 2018 rằng cô đã đi trị liệu ở tuổi 30 vì tức giận, phát hiện ra rằng đó là do sự thất vọng của cô lớn lên trong thời kỳ phân biệt chủng tộc ở Nam Phi, kết thúc khi cô 15 tuổi.

### Các mối quan hệ
Mối quan hệ công khai đầu tiên của Theron là với nam diễn viên Craig Bierko, người mà cô hẹn hò từ năm 1995 đến năm 1997.
Theron có mối quan hệ ba năm với ca sĩ Stephan Jenkins cho đến tháng 10 năm 2001. Một số trong album thứ ba của Third Eye Blind, Out of the Vein, khám phá những cảm xúc mà Jenkins trải qua sau cuộc chia tay của họ.
Theron bắt đầu mối quan hệ với nam diễn viên người Ireland, Stuart Townsend vào năm 2001 sau khi gặp anh trên phim trường Trapped. Cặp đôi đã sống cùng nhau ở Los Angeles và Ireland. Cặp đôi chia tay vào cuối năm 2009.
Vào tháng 12 năm 2013, Theron bắt đầu hẹn hò với nam diễn viên người Mỹ Sean Penn. Mối quan hệ kết thúc vào tháng 6 năm 2015.

### Mối quan tâm về sức khỏe
Theron thường châm biếm rằng cô ấy bị thương nhiều hơn trên những phim trường không phải là phim hành động; Tuy nhiên, trong khi quay phim Æon Flux ở Berlin, Theron bị thoát vị đĩa đệm ở cổ, do bị ngã trong khi quay một loạt các động tác quay tay. Cô phải đeo nẹp cổ trong một tháng. Dây chằng ngón tay cái của cô ấy bị rách trong The Old Guard khi ngón tay cái của cô ấy mắc vào áo khoác của một diễn viên khác trong một cảnh đánh nhau, đòi hỏi ba lần phẫu thuật và sáu tháng trong một lần nẹp ngón tay cái. Không có thương tích lớn nào trong quá trình quay phim Atomic Blonde nhưng cô ấy bị gãy răng do nghiến hàm và phải phẫu thuật nha khoa để loại bỏ chúng một con vít kim loại trong đó."
Ngoài những bộ phim hành động, cô còn bị thoát vị đĩa đệm ở lưng dưới khi đóng phim Tully và cũng bị chứng trầm cảm giống như chứng trầm cảm, mà cô cho rằng đó là kết quả của thức ăn đã qua chế biến mà cô phải ăn cho cơ thể sau khi sinh của nhân vật. Vào tháng 7 năm 2009, cô được chẩn đoán mắc một loại vi-rút dạ dày nghiêm trọng, được cho là đã mắc bệnh khi ở nước ngoài. Trong khi quay The Road, Theron bị thương dây thanh quản của cô ấy trong những cảnh la hét khi chuyển dạ. Trong công việc người mẫu đầu tiên của cô ấy ở Maroc, con lạc đà cô ngồi trên đập đầu nó vào hàm khiến hai người trật khớp. Khi quảng bá cho Long Shot, cô ấy tiết lộ rằng cô ấy đã cười rất nhiều với Borat đến mức cổ bị khóa trong năm ngày. Sau đó, cô ấy nói thêm rằng trong set Long Shot, cô ấy "kết thúc bằng ER" sau khi đập đầu vào băng ghế phía sau khi cô ấy đang đặt miếng đệm đầu gối.

## Danh sách phim

### Điện ảnh
| Năm  | Phim                                        | Vai diễn                      | Ghi chú                              | Nguồn         |
| ---- | ------------------------------------------- | ----------------------------- | ------------------------------------ | ------------- |
| 1995 | Children of the Corn III: Urban Harvest     | Eli's Follower                | Không xuất hiện trong credit; Hậu kỳ | [ 6 ] [ 7 ]   |
| 1996 | 2 Days in the Valley                        | Helga Svelgen                 |                                      | [ 8 ] [ 9 ]   |
| 1996 | That Thing You Do!                          | Tina Powers                   |                                      | [ 10 ] [ 11 ] |
| 1997 | Trial and Error                             | Billie Tyler                  |                                      | [ 12 ]        |
| 1997 | The Devil's Advocate                        | Mary Ann Lomax                |                                      | [ 13 ]        |
| 1998 | Celebrity                                   | Supermodel                    |                                      | [ 14 ]        |
| 1998 | Mighty Joe Young                            | Jill Young                    |                                      | [ 13 ]        |
| 1999 | The Astronaut's Wife                        | Jillian Armacost              |                                      | [ 15 ]        |
| 1999 | The Cider House Rules                       | Candy Kendall                 |                                      | [ 13 ]        |
| 2000 | Reindeer Games                              | Ashley Mercer                 |                                      | [ 11 ] [ 16 ] |
| 2000 | The Yards                                   | Erica Stoltz                  |                                      | [ 13 ]        |
| 2000 | Men of Honor                                | Gwen Sunday                   |                                      | [ 17 ]        |
| 2000 | The Legend of Bagger Vance                  | Adele Invergordon             |                                      | [ 13 ]        |
| 2001 | Sweet November                              | Sara Deever                   |                                      | [ 13 ]        |
| 2001 | 15 Minutes                                  | Rose Hearn                    |                                      | [ 18 ]        |
| 2001 | The Curse of the Jade Scorpion              | Laura Kensington              |                                      | [ 13 ]        |
| 2002 | Trapped                                     | Karen Jennings                |                                      | [ 19 ]        |
| 2002 | Waking Up in Reno                           | Candy Kirkendall              |                                      | [ 20 ]        |
| 2003 | The Italian Job                             | Stella Bridger                |                                      | [ 13 ]        |
| 2003 | Monster                                     | Aileen Wuornos                | Đồng thời là nhà sản xuất            | [ 21 ]        |
| 2004 | Head in the Clouds                          | Gilda Bessé                   |                                      | [ 13 ]        |
| 2005 | North Country                               | Josey Aimes                   |                                      | [ 13 ]        |
| 2005 | Æon Flux                                    | Æon Flux                      |                                      | [ 22 ]        |
| 2006 | East of Havana                              | N/A                           | Nhà sản xuất Phim tài liệu           | [ 23 ] [ 24 ] |
| 2007 | In the Valley of Elah                       | Det. Emily Sanders            |                                      | [ 13 ]        |
| 2007 | Battle in Seattle                           | Ella                          |                                      | [ 13 ] [ 25 ] |
| 2008 | Sleepwalking                                | Joleen Reedy                  | Đồng thời là nhà sản xuất            | [ 26 ]        |
| 2008 | Hancock                                     | Mary Embrey                   |                                      | [ 13 ]        |
| 2008 | The Burning Plain                           | Sylvia                        | Đồng giám đốc sản xuất               | [ 13 ] [ 27 ] |
| 2009 | The Road                                    | Wife                          |                                      | [ 13 ]        |
| 2009 | Astro Boy                                   | Người dẫn chuyện (lồng tiếng) |                                      | [ 13 ]        |
| 2011 | Young Adult                                 | Mavis Gary                    |                                      | [ 13 ]        |
| 2012 | Snow White and the Huntsman                 | Queen Ravenna                 |                                      | [ 28 ]        |
| 2012 | Prometheus                                  | Meredith Vickers              |                                      | [ 29 ]        |
| 2014 | A Million Ways to Die in the West           | Anna                          |                                      | [ 13 ]        |
| 2015 | Dark Places                                 | Libby Day                     | Đồng thời là nhà sản xuất            | [ 30 ]        |
| 2015 | Mad Max: Fury Road                          | Imperator Furiosa             |                                      | [ 31 ]        |
| 2016 | The Huntsman: Winter's War                  | Queen Ravenna                 |                                      | [ 32 ]        |
| 2016 | The Last Face                               | Wren Petersen                 |                                      | [ 33 ]        |
| 2016 | Kubo and the Two Strings                    | Monkey (lồng tiếng)           |                                      | [ 34 ] [ 35 ] |
| 2016 | Brain on Fire                               | N/A                           | Nhà sản xuất                         | [ 36 ]        |
| 2017 | Atomic Blonde                               | Lorraine Broughton            | Đồng thời là nhà sản xuất            | [ 37 ]        |
| 2017 | The Fate of the Furious                     | Cipher                        |                                      | [ 38 ]        |
| 2018 | Tully                                       | Marlo                         | Đồng thời là nhà sản xuất            | [ 39 ]        |
| 2018 | Gringo                                      | Elaine Markinson              | Đồng thời là nhà sản xuất            | [ 40 ]        |
| 2019 | Long Shot                                   | Charlotte Field               | Đồng thời là nhà sản xuất            | [ 41 ]        |
| 2019 | Murder Mystery                              | N/A                           | Giám đốc sản xuất                    | [ 42 ]        |
| 2019 | The Addams Family                           | Morticia Addams (lồng tiếng)  | Đồng giám đốc sản xuất               | [ 43 ]        |
| 2019 | Bombshell                                   | Megyn Kelly                   | Đồng thời là nhà sản xuất            | [ 44 ]        |
| 2020 | The Old Guard                               | Andy / Andromache of Scythia  | Đồng thời là nhà sản xuất            | [ 45 ]        |
| 2021 | F9                                          | Cipher                        |                                      | [ 46 ]        |
| 2021 | The Addams Family 2                         | Morticia Addams (lồng tiếng)  |                                      | [ 47 ]        |
| 2022 | Doctor Strange in the Multiverse of Madness | Clea                          | Cameo                                | [ 48 ]        |
| 2022 | The School for Good and Evil                | Lady Lesso                    | Đang sản xuất                        | [ 49 ]        |
| 2023 | Fast X                                      | Cipher                        | Đang ghi hình                        | [ 50 ]        |
| 2024 | Fast & Furious 11                           | Cipher                        | Đang sản xuất                        | [ 51 ]        |
| TBA  | The Old Guard 2                             | Andy / Andromache of Scythia  | Đang sản xuất                        | [ 52 ]        |

Ghi chú
| Films that have not yet been released | Phim chưa phát hành |

### Truyền hình
| Năm       | Tiêu đề                             | Vai diễn                                 | Ghi chú                                     | Nguồn  |
| --------- | ----------------------------------- | ---------------------------------------- | ------------------------------------------- | ------ |
| 1997      | Hollywood Confidential              | Sally Bowen                              | Television film                             | [ 53 ] |
| 2000      | Saturday Night Live                 | Host                                     | Episode: "Charlize Theron / Paul Simon"     | [ 54 ] |
| 2004      | The Life and Death of Peter Sellers | Britt Ekland                             | Television film                             | [ 55 ] |
| 2005      | Arrested Development                | Rita Leeds                               | 5 episodes                                  | [ 56 ] |
| 2006      | Robot Chicken                       | Daniel's Mom / Mother / Waitress (voice) | Episode: "Book of Corrine"                  | [ 57 ] |
| 2013      | Hatfields & McCoys                  | TBA                                      | Executive producer; television pilot        | [ 58 ] |
| 2014      | Saturday Night Live                 | Host                                     | Episode: "Charlize Theron / The Black Keys" | [ 59 ] |
| 2017      | Girlboss                            | N/A                                      | Executive producer; 13 episodes             | [ 60 ] |
| 2017      | The Orville                         | Pria Lavesque                            | Episode: "Pria"                             | [ 61 ] |
| 2017–2019 | Mindhunter                          | TBA                                      | Executive producer; 19 episodes             | [ 62 ] |
| 2019      | Hyperdrive                          | TBA                                      | Executive producer; 10 episodes             | [ 63 ] |
| 2020      | Home Movie: The Princess Bride      | Fezzik                                   | Episode: "Have Fun Storming The Castle!"    | [ 64 ] |

## Giải thưởng và đề cử

### Giải thưởng
| Organizations                                           | Year | Work                                | Category                                                                            | Result    | Ref(s)        |
| ------------------------------------------------------- | ---- | ----------------------------------- | ----------------------------------------------------------------------------------- | --------- | ------------- |
| Academy Awards                                          | 2004 | Monster                             | Best Actress                                                                        | Won       | [ 65 ]        |
| Academy Awards                                          | 2006 | North Country                       | Best Actress                                                                        | Đề cử     | [ 66 ]        |
| Academy Awards                                          | 2020 | Bombshell                           | Best Actress                                                                        | Đề cử     | [ 67 ]        |
| Australian Academy of Cinema and Television Arts Awards | 2016 | Mad Max: Fury Road                  | Best International Lead Actress – Cinema                                            | Đề cử     | [ 68 ] [ 69 ] |
| Australian Academy of Cinema and Television Arts Awards | 2016 | Mad Max: Fury Road                  | Best Lead Actress – Cinema                                                          | Đề cử     | [ 68 ] [ 69 ] |
| Australian Academy of Cinema and Television Arts Awards | 2020 | Bombshell                           | Best International Lead Actress – Cinema                                            | Đề cử     | [ 70 ]        |
| BAFTA Awards                                            | 2005 | Monster                             | Best Film Actress in a Leading Role                                                 | Đề cử     | [ 71 ]        |
| BAFTA Awards                                            | 2006 | North Country                       | Best Film Actress in a Leading Role                                                 | Đề cử     | [ 72 ]        |
| BAFTA Awards                                            | 2020 | Bombshell                           | Best Film Actress in a Leading Role                                                 | Đề cử     | [ 73 ]        |
| Berlin International Film Festival                      | 2004 | Monster                             | Silver Bear for Best Actress                                                        | Won       | [ 74 ]        |
| Bambi Award                                             | 2000 | The Cider House Rules               | Shooting Star: Female                                                               | Won       | [ 75 ]        |
| Chicago Film Critics Association Awards                 | 2003 | Monster                             | Best Actress                                                                        | Won       | [ 76 ]        |
| Chicago Film Critics Association Awards                 | 2014 | Mad Max: Fury Road                  | Best Actress                                                                        | Đề cử     | [ 77 ]        |
| Critics' Choice Awards                                  | 2004 | Monster                             | Best Movie Actress                                                                  | Won       | [ 78 ]        |
| Critics' Choice Awards                                  | 2006 | North Country                       | Best Movie Actress                                                                  | Đề cử     | [ 79 ]        |
| Critics' Choice Awards                                  | 2012 | Young Adult                         | Best Movie Actress                                                                  | Đề cử     | [ 80 ]        |
| Critics' Choice Awards                                  | 2016 | Mad Max: Fury Road                  | Best Action Movie Actress                                                           | Won       | [ 81 ]        |
| Critics' Choice Awards                                  | 2016 | Mad Max: Fury Road                  | Best Movie Actress                                                                  | Đề cử     | [ 81 ]        |
| Critics' Choice Awards                                  | 2019 | Tully                               | Best Comedy Movie Actress                                                           | Đề cử     | [ 82 ]        |
| Critics' Choice Awards                                  | 2020 | Bombshell                           | Best Movie Actress                                                                  | Đề cử     | [ 83 ]        |
| Critics' Choice Awards                                  | 2020 | Bombshell                           | Best Movie Cast                                                                     | Đề cử     | [ 83 ]        |
| Dallas–Fort Worth Film Critics Association              | 2003 | Monster                             | Best Actress                                                                        | Won       | [ 84 ]        |
| Dallas–Fort Worth Film Critics Association              | 2005 | North Country                       | Best Actress                                                                        | Đề cử     | [ 85 ]        |
| Dallas–Fort Worth Film Critics Association              | 2011 | Young Adult                         | Best Actress                                                                        | Đề cử     | [ 86 ]        |
| Dallas–Fort Worth Film Critics Association              | 2015 | Mad Max: Fury Road                  | Best Actress                                                                        | Đề cử     | [ 87 ]        |
| Dallas–Fort Worth Film Critics Association              | 2019 | Bombshell                           | Best Actress                                                                        | Đề cử     | [ 88 ]        |
| Detroit Film Critics Society Awards                     | 2011 | Young Adult                         | Best Actress                                                                        | Đề cử     | [ 89 ]        |
| Detroit Film Critics Society Awards                     | 2019 | Bombshell                           | Best Actress                                                                        | Đề cử     | [ 90 ]        |
| Emmy Awards (Primetime)                                 | 2005 | The Life and Death of Peter Sellers | Outstanding Supporting Actress in a Limited Series or Television Movie              | Đề cử     | [ 91 ]        |
| Florida Film Critics Circle Award                       | 2019 | Bombshell                           | Best Actress                                                                        | Đề cử     | [ 92 ]        |
| Film Independent Spirit Awards                          | 2004 | Monster                             | Best Female Lead                                                                    | Won       | [ 93 ]        |
| Film Independent Spirit Awards                          | 2004 | Monster                             | Best First Feature Film Production                                                  | Won       | [ 93 ]        |
| Golden Globe Awards                                     | 2004 | Monster                             | Best Actress in a Motion Picture – Drama                                            | Won       | [ 94 ]        |
| Golden Globe Awards                                     | 2005 | The Life and Death of Peter Sellers | Best Supporting Actress – Series, Miniseries, or Motion Picture Made for Television | Đề cử     | [ 94 ]        |
| Golden Globe Awards                                     | 2006 | North Country                       | Best Actress in a Motion Picture – Drama                                            | Đề cử     | [ 94 ]        |
| Golden Globe Awards                                     | 2012 | Young Adult                         | Best Actress in a Motion Picture – Musical or Comedy                                | Đề cử     | [ 94 ]        |
| Golden Globe Awards                                     | 2019 | Tully                               | Best Actress in a Motion Picture – Musical or Comedy                                | Đề cử     | [ 94 ]        |
| Golden Globe Awards                                     | 2020 | Bombshell                           | Best Actress in a Motion Picture – Drama                                            | Đề cử     | [ 94 ]        |
| Georgia Film Critics Association                        | 2011 | Young Adult                         | Best Actress                                                                        | Đề cử     | [ 95 ]        |
| Golden Raspberry Awards                                 | 2002 | Sweet November                      | Worst Actress                                                                       | Đề cử     | [ 96 ]        |
| Golden Raspberry Awards                                 | 2015 | A Million Ways to Die in the West   | Worst Actress                                                                       | Đề cử     | [ 97 ]        |
| Golden Raspberry Awards                                 | 2015 | A Million Ways to Die in the West   | Worst Screen Combo (with Seth MacFarlane)                                           | Đề cử     | [ 97 ]        |
| Hollywood Critics Association Award                     | 2019 | Bombshell                           | Best Actress                                                                        | Đề cử     | [ 98 ]        |
| Houston Film Critics Society Award                      | 2019 | Bombshell                           | Best Actress                                                                        | Đề cử     | [ 99 ]        |
| Hollywood Film Award                                    | 2005 | North Country                       | Best Actress of the Year                                                            | Won       | [ 100 ]       |
| International Online Film Critics' Poll                 | 2010 | Monster                             | Best Actress of the Decade                                                          | Won       | [ 101 ]       |
| Irish Film & Television Drama Academy                   | 2004 | Monster                             | Best Film International Actress                                                     | Đề cử     | [ 102 ]       |
| London Film Critics' Circle Awards                      | 2004 | Monster                             | Actress of the Year                                                                 | Đề cử     | [ 103 ]       |
| London Film Critics' Circle Awards                      | 2019 | Bombshell                           | Actress of the Year                                                                 | Đề cử     | [ 104 ]       |
| Los Angeles Film Critics Association                    | 2003 | Monster                             | Best Actress                                                                        | 2nd place | [ 105 ]       |
| MTV Movie & TV Awards                                   | 2004 | Monster                             | Best Kiss of the Year in a Movie                                                    | Đề cử     | [ 106 ]       |
| MTV Movie & TV Awards                                   | 2004 | Monster                             | Best Performance of the Year in a Movie                                             | Đề cử     | [ 106 ]       |
| MTV Movie & TV Awards                                   | 2016 | Mad Max: Fury Road                  | Best Fight of the Year in a Movie                                                   | Đề cử     | [ 107 ]       |
| MTV Movie & TV Awards                                   | 2016 | Mad Max: Fury Road                  | Best Hero of the Year in a Movie                                                    | Đề cử     | [ 107 ]       |
| MTV Movie & TV Awards                                   | 2016 | Mad Max: Fury Road                  | Best Performance of the Year in a Movie                                             | Đoạt giải | [ 107 ]       |
| MTV Movie & TV Awards                                   | 2018 | Atomic Blonde                       | Best Fight of the Year in a Movie                                                   | Đề cử     | [ 108 ]       |
| National Board of Review                                | 2003 | Monster                             | Best Breakthrough Performance                                                       | Won       | [ 109 ]       |
| National Society of Film Critics                        | 2003 | Monster                             | Best Actress                                                                        | Won       | [ 110 ]       |
| New York Film Critics Circle Award                      | 2003 | Monster                             | Best Actress                                                                        | 3rd place | [ 111 ]       |
| New York Film Critics Online                            | 2003 | Monster                             | Best Actress                                                                        | Won       | [ 112 ]       |
| Nickelodeon Kids' Choice Awards                         | 2017 | The Huntsman: Winter's War          | Favorite Villain                                                                    | Đề cử     | [ 113 ]       |
| Nickelodeon Kids' Choice Awards                         | 2017 | The Huntsman: Winter's War          | Favorite Frenemies (shared with Emily Blunt)                                        | Đề cử     | [ 113 ]       |
| Nickelodeon Kids' Choice Awards                         | 2022 | The Addams Family 2                 | Favorite Voice from an Animated Movie                                               | Đề cử     | [ 114 ]       |
| Online Film Critics Society                             | 2003 | Monster                             | Best Actress                                                                        | Đề cử     | [ 115 ]       |
| Online Film Critics Society                             | 2015 | Mad Max: Fury Road                  | Best Actress                                                                        | Đề cử     | [ 116 ]       |
| Palm Springs International Film Festival                | 2006 | North Country                       | Desert Palm Achievement Award                                                       | Won       | [ 117 ]       |
| Palm Springs International Film Festival                | 2012 | Young Adult                         | Chairman's Vanguard Award                                                           | Won       | [ 117 ]       |
| Palm Springs International Film Festival                | 2020 | Bombshell                           | International Star Award                                                            | Won       | [ 118 ]       |
| People's Choice Awards                                  | 2013 | Prometheus                          | Favorite Dramatic Movie Actress                                                     | Đề cử     | [ 119 ]       |
| People's Choice Awards                                  | 2013 | Snow White and the Huntsman         | Favorite Dramatic Movie Actress                                                     | Đề cử     | [ 119 ]       |
| People's Choice Awards                                  | 2016 | Mad Max: Fury Road                  | Favorite Action Movie Actress                                                       | Đề cử     | [ 120 ]       |
| Satellite Awards                                        | 2000 | The Cider House Rules               | Best Supporting Actress in a Film                                                   | Đề cử     | [ 121 ]       |
| Satellite Awards                                        | 2011 | Young Adult                         | Best Actress in a Film                                                              | Đề cử     | [ 122 ]       |
| Satellite Awards                                        | 2020 | Bombshell                           | Best Actress in a Film                                                              | Đề cử     | [ 123 ]       |
| Saturn Awards                                           | 2010 | The Burning Plain                   | Best Film Lead Actress                                                              | Đề cử     | [ 124 ]       |
| Saturn Awards                                           | 2013 | Snow White and the Huntsman         | Best Film Supporting Actress                                                        | Đề cử     | [ 125 ]       |
| Saturn Awards                                           | 2015 | Mad Max: Fury Road                  | Best Film Lead Actress                                                              | Won       | [ 126 ]       |
| Spike Video Game Award                                  | 2005 | Aeon Flux                           | Best Performance by a Female                                                        | Won       | [ 127 ]       |
| San Francisco Film Critics Circle                       | 2003 | Monster                             | Best Actress                                                                        | Won       | [ 128 ]       |
| San Francisco Film Critics Circle                       | 2019 | Bombshell                           | Best Actress                                                                        | Đề cử     | [ 129 ]       |
| Screen Actors Guild Awards                              | 2000 | The Cider House Rules               | Outstanding Motion Picture Cast                                                     | Đề cử     | [ 130 ]       |
| Screen Actors Guild Awards                              | 2004 | Monster                             | Outstanding Motion Picture Actress                                                  | Won       | [ 131 ]       |
| Screen Actors Guild Awards                              | 2005 | The Life and Death of Peter Sellers | Outstanding Miniseries or Motion Picture Made for Television Actress                | Đề cử     | [ 132 ]       |
| Screen Actors Guild Awards                              | 2006 | North Country                       | Outstanding Motion Picture Actress                                                  | Đề cử     | [ 132 ]       |
| Screen Actors Guild Awards                              | 2020 | Bombshell                           | Outstanding Motion Picture Actress                                                  | Đề cử     | [ 133 ]       |
| Screen Actors Guild Awards                              | 2020 | Bombshell                           | Outstanding Motion Picture Cast                                                     | Đề cử     | [ 133 ]       |
| St. Louis Film Critics Association                      | 2018 | Tully                               | Best Actress                                                                        | Đề cử     | [ 134 ]       |
| St. Louis Film Critics Association                      | 2019 | Bombshell                           | Best Actress                                                                        | Đề cử     | [ 135 ]       |
| Teen Choice Awards                                      | 2012 | Snow White and the Huntsman         | Choice Movie: Hissy Fit                                                             | Won       | [ 136 ]       |
| Teen Choice Awards                                      | 2012 | Snow White and the Huntsman         | Choice Movie: Villain                                                               | Đề cử     | [ 137 ]       |
| Teen Choice Awards                                      | 2012 | Prometheus                          | Choice Movie: Summer Actress                                                        | Đề cử     | [ 137 ]       |
| Teen Choice Awards                                      | 2016 | The Huntsman: Winter's War          | Choice Movie: Sci-Fi/Fantasy Actress                                                | Đề cử     | [ 138 ]       |
| Teen Choice Awards                                      | 2016 | The Huntsman: Winter's War          | Choice Movie: Villain                                                               | Đề cử     | [ 138 ]       |
| Teen Choice Awards                                      | 2017 | The Fate of the Furious             | Choice Movie: Villain                                                               | Đề cử     | [ 139 ]       |
| Vancouver Film Critics Circle                           | 2003 | Monster                             | Best Actress                                                                        | Won       | [ 140 ]       |
| Washington D.C. Area Film Critics Association Awards    | 2005 | North Country                       | Best Actress                                                                        | Đề cử     | [ 141 ]       |
| Washington D.C. Area Film Critics Association Awards    | 2015 | Mad Max: Fury Road                  | Best Actress                                                                        | Đề cử     | [ 142 ]       |
| Women Film Critics Circle                               | 2017 | Atomic Blonde                       | Courage in Acting                                                                   | Đề cử     | [ 143 ]       |

### Danh hiệu
| Danh hiệu                          | Năm  | Nguồn           |
| ---------------------------------- | ---- | --------------- |
| American Cinematheque Award        | 2019 | [ 144 ] [ 145 ] |
| Hollywood Career Achievement Award | 2019 | [ 146 ]         |
| Hollywood Walk of Fame             | 2005 | [ 147 ]         |
| Indie Impact Award                 | 2012 | [ 148 ]         |